# Anbarabad (Verwaltungsbezirk)
Anbarabad (persisch شهرستان عنبرآباد) ist ein Schahrestan in der Provinz Kerman im Iran. Er enthält die Stadt Anbarabad, welche die Hauptstadt des Verwaltungsbezirks ist. Im Jahr 2003 wurde Anbarabad als Verwaltungsbezirk anerkannt und vom Verwaltungsbezirk Dschiroft abgetrennt. Die Mehrheit der Bewohner des Bezirks Anabarabad sind ethnische Perser und sprechen die persische Sprache.

## Demografie
Bei der Volkszählung 2016 betrug die Einwohnerzahl des Schahrestan 82.438. Die Alphabetisierung lag bei 77 Prozent der Bevölkerung. Knapp 31 Prozent der Bevölkerung lebten in urbanen Regionen.
| Zensusjahr | Einwohnerzahl |
| ---------- | ------------- |
| 2011       | 85.942        |
| 2016       | 82.438        |